# Robert Steiner (Moderator)

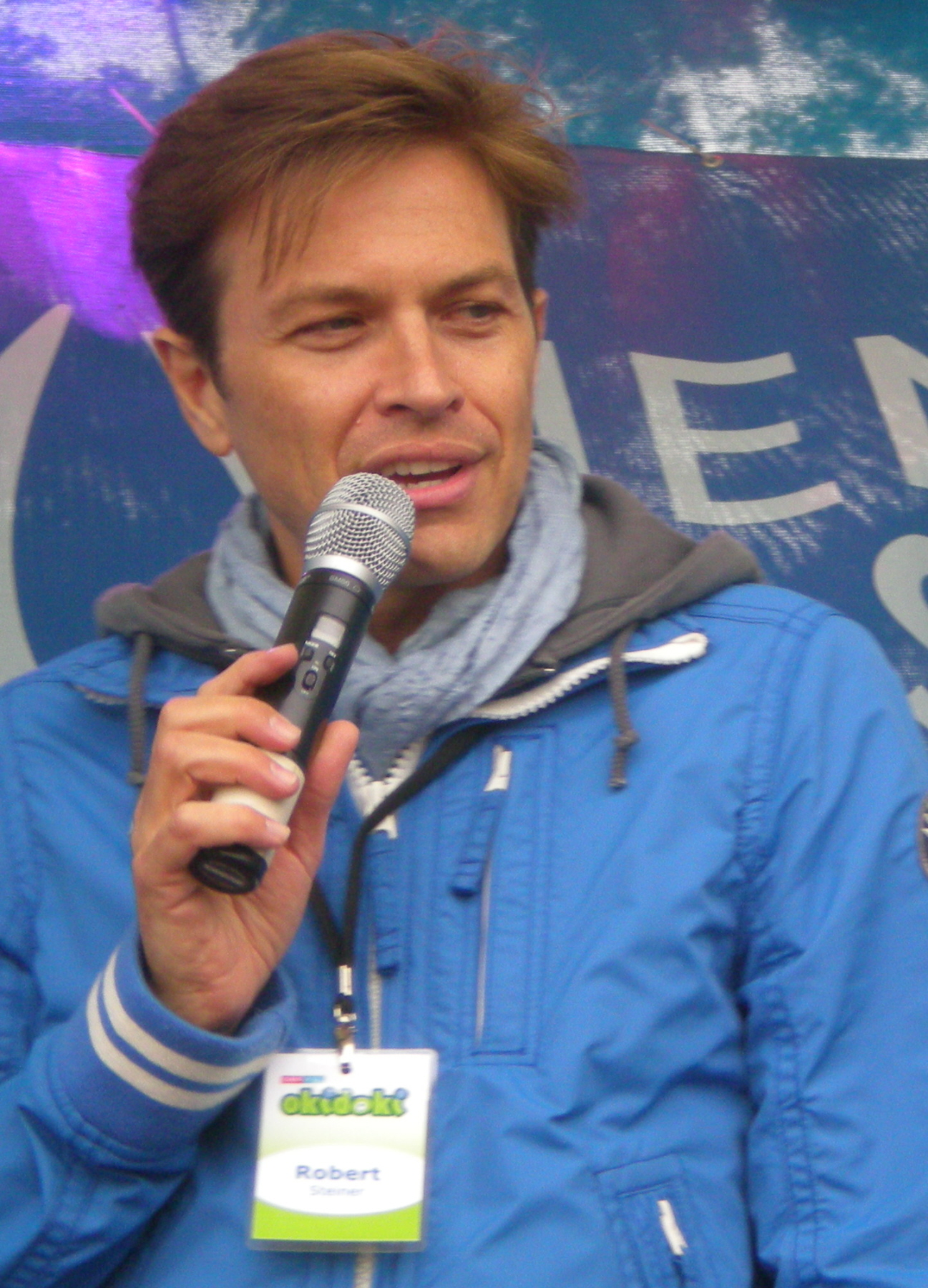
Robert Steiner (2012)

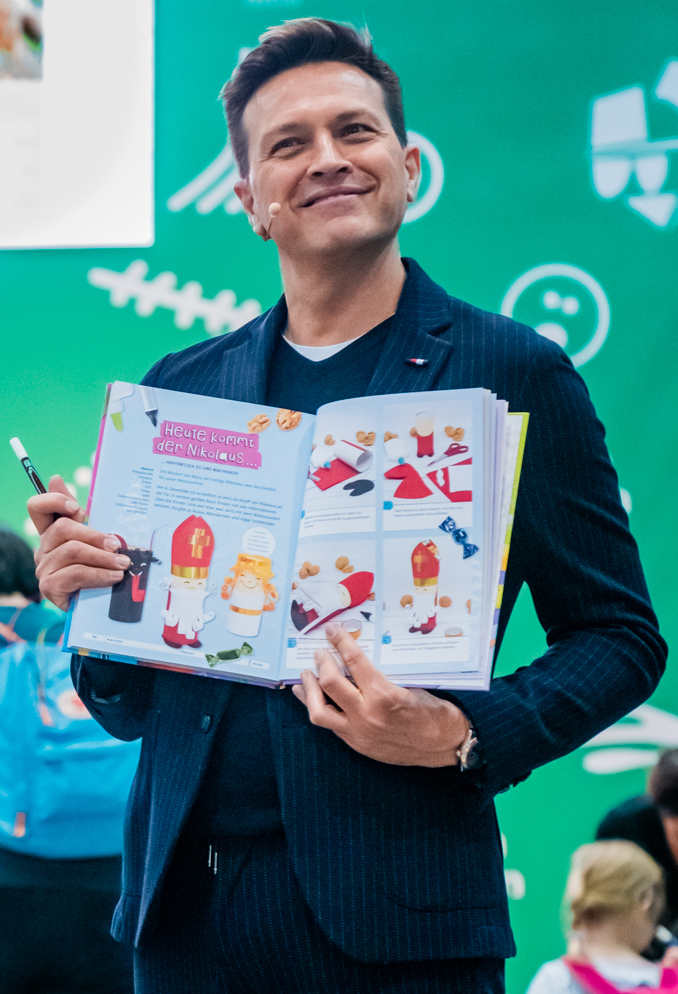
Robert Steiner auf der Buch Wien (2022)

Robert Steiner (* 24. April 1969 in Schörfling am Attersee, Oberösterreich) ist ein österreichischer Moderator, Schauspieler, Sänger und Unternehmer.
Nach der Matura studierte er Publizistik und Pädagogik. Danach arbeitete er als Zauberer, Sänger und Moderator für Disney. Ab 1988 präsentierte er im ORF-Programm die Sendungen „schau genau“, „Am Dam Des“, die wöchentliche „Kasperlpost“ oder die Wissenssendung „Einer für Alle“. Im Radioprogramm präsentierte er u. a. den „Ö3-Kinderwecker“ und das „Ö3 Junior Team“.
Robert Steiner war im ORF-Kinderprogramm „Okidoki“ jeden Morgen um 7:00 Uhr abwechselnd mit Christina Karnicnik in der Sendung „Servus Kasperl“ zu sehen. Auf Radio Wien präsentiert er gemeinsam mit der Ratte Rolf Rüdiger (Stefan Gaugusch) jeden Sonntag von 8:00 bis 10:00 Uhr die Rätselsendung „WOW“, und weiters die Sendung, seit dem 1. Lockdown von COVID-19-Pandemie in Österreich, "Extra-WOW – Die 2 um 2" jeden Montag bis Freitag ab 14 Uhr bis 15 Uhr. Außerdem moderiert er das monatliche Filmmagazin „Videowelten“ im österreichischen Programmfenster von BR-alpha. Mit seiner Eventagentur „Steiner Familyentertainment“ organisiert und konzipiert er etwa 500 Veranstaltungen pro Jahr, darunter das „Nivea Familienfest“, welches jeden Sommer 10 Wochen lang durch Österreich tourt.
Seit 2011 moderiert er abwechselnd mit Christina Karnicnik die Kindersendung "hallo okidoki", seit 2015 mit dem Maskottchen Kater Kurt.

## Hörbücher
- Drachen haben nichts zu lachen. edition-o, 2011. Hörbuchfassung des Buches von Franz S. Sklenitzka